# Thézy-Glimont
Thézy-Glimont è un comune francese di 449 abitanti situato nel dipartimento della Somme nella regione dell'Alta Francia.

## Società

### Evoluzione demografica
Abitanti censiti